# NGC 7063
NGC 7063 في الفهرس العام الجديد، هي مجرة، تقع في كوكبة الدجاجة (كوكبة). اكتشفت في 19 أغسطس 1828 بواسطة جون هيرشل.

## روابط خارجية
- NGC 7063 على موقع ويكي سكاي: DSS2, SDSS, GALEX, IRAS, Hydrogen α, X-Ray, Astrophoto, Sky Map, Articles and images